# Kernereaktorer i rummet
Kernereaktorer i rummet kan benyttes som alternativ til f.eks. solceller med det formål at forsyne satellitter med energi. Denne artikel omhandler ikke de ustyrbare radioisotopgeneratorer.
Fordelen er at en kernereaktor fylder langt mindre end solcellepaneler, som risikerer at opbremse en satellit i en jordnær bane, hvor stoftætheden endnu er måleligt større end i det ydre rum. Sammenlignet med såvel kemiske batterier som kemisk brændsel har en optimalt designet kernereaktor en langt større energitæthed, dvs. vejer mindre i forhold til den energi som den udvikler, og hermed også potentielt længere levetid.
Ulempen er at reaktoren indeholder radioaktivt materiale, f.eks. uran-isotopen 235U, som udgør en sundhedsfare i det tilfælde at satellitten styrter ned. I denne sammenhæng er det ikke den beskedne mængde uran som udgør det største problem – halveringstiden for 235U er nemlig meget lang (704 millioner år), og aktiviteten tilsvarende lav – men de ligeledes radioaktive reaktionsprodukter samt neutronaktiveret satellitmateriale, som har væsentligt kortere halveringstider og tilsvarende højere aktiviteter.
Fordele og ulemper ved kernereaktorer i rummet kan altså på visse punkter sammenlignes med fordele og ulemper ved kernereaktorer i ubåde, men hvor sidstnævnte endnu benyttes af de militære stormagter, ligger brugen af kernereaktorer i rummet nogle år tilbage i historien. De nævnte fordele er dog så væsentlige at kernereaktorer med stor sandsynlighed atter vil blive taget i brug i forbindelse med etablering af rumbaser på andre himmellegemer.

## USA
SNAPSHOT var den eneste amerikanske satellit med en egentlig kernereaktor (SNAP-10A) om bord. SNAP er et akronym for Systems Nuclear Auxiliary Power. Ulige SNAP-numre dækkede over radioisotopgeneratorer, mens lige SNAP-numre blev tildelt kernereaktorer. SNAPSHOT-reaktoren indeholdt 1,3 kg 235U i form af uranzirkoniumhydrid og udviklede en effekt på 650 W. Satellitten skulle afprøve en ionmotor som forberedelse til en fremtidig bemandet rejse til Mars og blev opsendt 3. april 1965 i en lav jordbane. Efter 43 dage svigtede en vigtig komponent, og reaktorkernen blev skudt op i en højere bane, der er stabil i 4.000 år. Banen ligger i det Indre Van Allen bælte, hvor der pga. intens naturlig stråling ikke findes andre satellitter.

## USSR
Vesten benævnte de sovjetiske radarovervågningssatellitter RORSAT (Radar Ocean Reconnaissance SATellite). RORSAT skulle overvåge den amerikanske flåde, også om natten og i overskyet vejr, og havde derfor en strømslugende radar. Efter 5 opsendelser med kemiske batterier opsendtes i 1971 den første kernereaktorudrustede RORSAT. Det drejede sig om en BES-5 kernereaktor med 31,1 kg 235U. Når en RORSAT var udtjent, blev reaktorkernen skudt op i en højere bane, der er stabil i 600 år. I alt opsendte Sovjetunionen 30 kernereaktorudrustede RORSAT i perioden 1971 til 1988.
RORSAT-programmet ramtes af en række uheld:
- 25. april 1973 svigtede løfteraketten, og den 3. kernereaktorudrustede RORSAT faldt i havet nord for Japan.
- Kosmos 954 (10. kernereaktorudrustede RORSAT) blev opsendt 18. september 1977 og genindtrådte i atmosfæren 24. januar 1978 med sin reaktorkerne over det nordlige Canada. Blot en promille af uranet er blevet indsamlet – resten formodes at være spredt ud over et stort område i form af partikler af en størrelse som ikke tillader indånding.
- Kosmos 1402 (17. kernereaktorudrustede RORSAT) blev opsendt i 1982 og genindtrådte i atmosfæren 7. februar 1983 over Sydatlanten.

Kernereaktorerne lækkede desuden neutronaktiveret natrium-kalium-kølemiddel, der svæver rundt i de lave baner. Som konsekvens heraf er Jordens ydre atmosfære forurenet med den radioaktive argon-isotop 39Ar, som har en halveringstid på 269 år.

## Ekstern henvisning
- Engelsk artikel om kernekraft i rummet Arkiveret 17. juni 2006 hos  Wayback Machine